# Гульбрансон, Эллен
Эллен Гульбрансон (швед. Ellen Gulbranson, урождённая Нордгрен; 4 марта 1863 — 2 января 1947) — шведская оперная певица (драматическое сопрано). Её сильный драматический голос широкого диапазона лучше всего подходил к произведениям немецкого композитора Рихарда Вагнера. Она была ведущей фигурой среди второго поколения Байройтских певцов. Сохранилось несколько акустических записей её голоса, которые она сделала для Edison Records и Pathé Records в начале XX века. В 1911 году ей была присуждена королевская Медаль Заслуг.

## Биография
Родилась 4 марта 1863 года в Стокгольме. Училась сначала в Стокгольмской консерватории под руководством Джулиуса Гюнтера, а затем в Париже у Эллен Кеннет и известного педагога Матильды Маркези. Впоследствии, она также училась у её дочери Бланш Маркези, которая укрепила верхние ноты Гульбрансон и превратила её голос из меццо-сопрано в драматическое сопрано.
Гульбрансон дебютировала в 1886 на концерте в Стокгольме. На оперной сцене дебютировала в 1889 году в Стокгольме в как Амнерис в опере «Аида» Джузеппе Верди, после чего была принята в труппу Шведской королевской оперы, и вскоре стала солисткой. В 1898 году она исполнила там Вагнеровские партии Брунгильды и Ортруды. Гульбрансон продолжала совершенствоваться в изображении этих героинь, а также преуспела в партиях Кундри в «Парсифале» и Изольды в «Тристане и Изольде».
В 1896 году она впервые приняла участие в Байрёйтском фестивале, где исполнила партию Брунгильды. Это выступление принесло Гульбрансон мировую известность, и она продолжила петь в Байройте ежегодно до 1914 года. Она выступала с гастролями как оперная и концертная певица, была в Берлине, Париже, Амстердаме, Лондоне, Москве.
После ухода со сцены в 1915 году она работала учителем пения. С 1923 года преподавала в городе Осло, получила норвежское гражданство. Одна из её наиболее известных учениц — Эйде Норена. Гульбрансон скончалась в Осло в возрасте 83 лет. Похоронена на кладбище Вестре Гравлюнд.

## Семья
Она была замужем за генерал-полковником Хансом Питером Френсисом Гульбрансоном. Их дочь вышла замуж за бизнесмена Ульфа Стирена.